# Allochthonius kinkaiensis
Allochthonius kinkaiensis är en spindeldjursart som beskrevs av Hiroshi Sakayori 2002. Allochthonius kinkaiensis ingår i släktet Allochthonius och familjen käkklokrypare. Inga underarter finns listade i Catalogue of Life.